# Фронт соратников за эффективность и преобразование исламского Ирана
Фронт сора́тников за эффекти́вность и преобразова́ние исла́мского Ира́на (перс. جبهه یاران کارآمدی و تحول ایران اسلامی‎), также известный как Фронт ЙЕКТА (перс. جبهه یکتا‎ — Единый фронт) — ультраконсервативная иранская политическая группа партийного типа, основанная 15 июня 2015 года. Фронт входит в состав «Принципалистов», являющихся правящей политической силой в Исламском консультативном меджлисе Исламской Республики Иран — в однопалатном парламенте Ирана. Основателями этой политической группы партийного типа являются некоторые из бывших министров, членов парламента и других чиновников, близких к бывшему президенту Исламской Республики Иран Махмуду Ахмадинеджаду.